# Teen Top
A Teen Top (hangul: 틴탑, Thinthap) 2010-ben alakult dél-koreai idolegyüttes, akiket a 2PM-hez hasonlóan csimszungdolként (짐승돌, „bestiális idol”) tartanak számon, nagyon fiatal koruk ellenére is.

## Tagjai
| Művésznév | Művésznév | Születési név   | Születési név | Születési dátum               |
| Átírva    | Hangul    | Átírva          | Hangul        | Születési dátum               |
| --------- | --------- | --------------- | ------------- | ----------------------------- |
| C.A.P     | 캡        | Pang Minszu     | 방민수        | 1992. november 4. (32 éves)   |
| Cshondzsi | 천지      | I Cshanhi       | 이찬희        | 1993. október 5. (31 éves)    |
| L.Joe     | 엘조      | I Pjonghon      | 이병헌        | 1993. november 23. (31 éves)  |
| Niel      | 니엘      | An Daniel       | 안다니엘      | 1994. augusztus 16. (30 éves) |
| Ricky     | 리키      | Ju Cshanghjon   | 유창현        | 1995. február 27. (30 éves)   |
| Changdzso | 창조      | Cshö Dzsonghjon | 최종현        | 1995. november 16. (29 éves)  |

## Diszkográfia
Stúdióalbumok
- 2013: No. 1
- 2013: No. 1 Repackage Special Edition

Középlemezek
- 2011: Roman
- 2012:  It's
- 2012: aRtisT
- 2013: Teen Top Class

Minialbumok
- 2010: Come into the World
- 2011: Transform
- 2012: Be Ma Girl Summer Special
- 2013: Come into the World: Clap Encore

Kislemezek
- 2011: Supa Luv A-Rex Remix

## Turnék

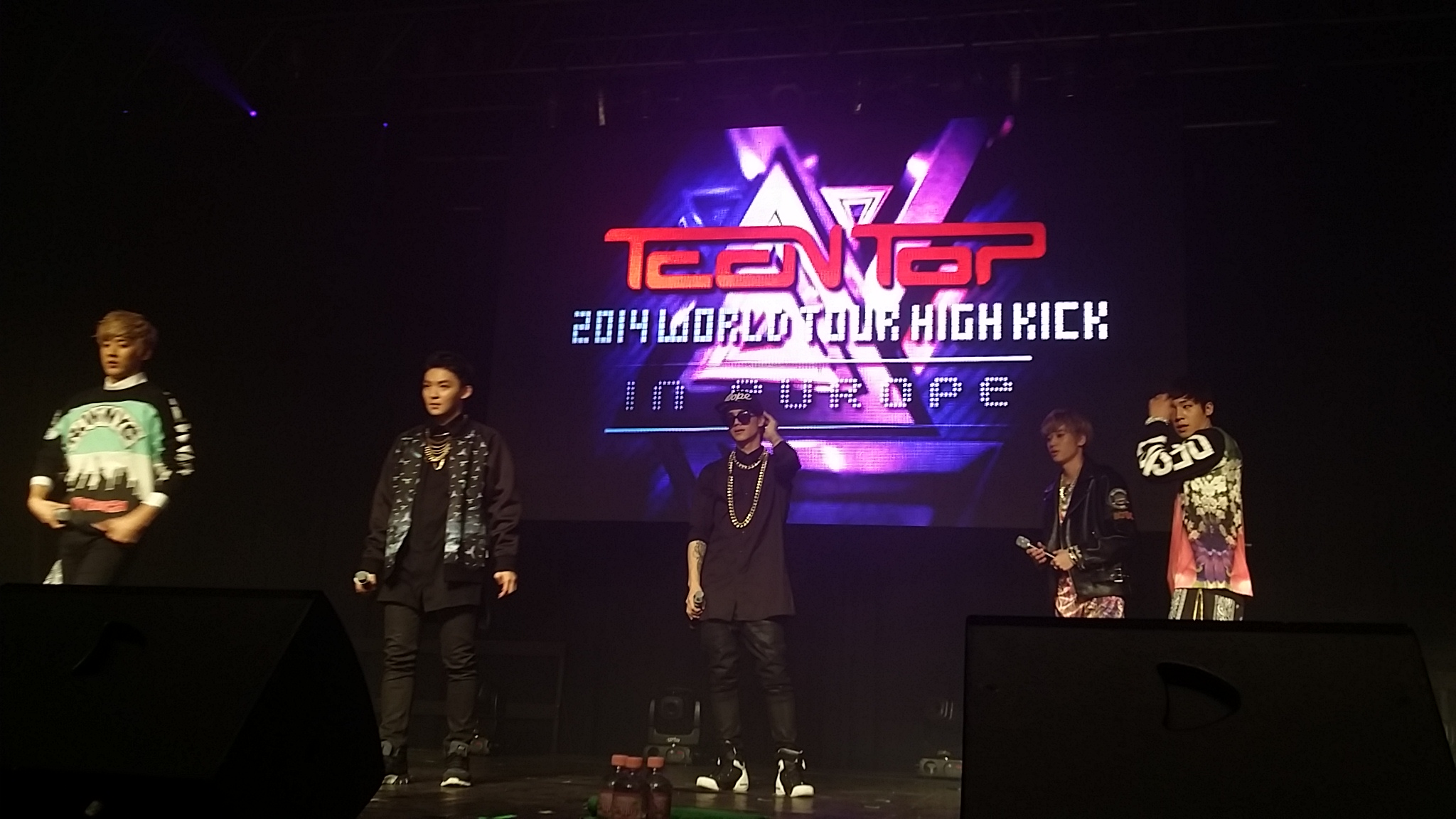
A Teen Top a Petőfi Csarnokban 2014. április 12-én

| Év   | Koncert                                 | Dátum       | Helyszín                                          |
| ---- | --------------------------------------- | ----------- | ------------------------------------------------- |
| 2013 | TEEN TOP SHOW! Live tour in Europe 2013 | február 2.  | München, Németország Backstage Werk               |
| 2013 | TEEN TOP SHOW! Live tour in Europe 2013 | február 3.  | Dortmund, Németország Freizeitzentrum West (FZW)  |
| 2013 | TEEN TOP SHOW! Live tour in Europe 2013 | február 8.  | London, Egyesült Királyság The Forum              |
| 2013 | TEEN TOP SHOW! Live tour in Europe 2013 | február 9.  | Párizs, Franciaország Le Trianon                  |
| 2013 | TEEN TOP SHOW! Live tour in Europe 2013 | február 10. | Barcelona, Spanyolország Sala Apolo               |
| 2013 | Teen Top No. 1 Asia Tour                | május 12.   | Szöul, Dél-Korea Hvadzsong Stadion, Korea Egyetem |
| 2013 | Teen Top No. 1 Asia Tour                | május 18.   | Kóbe, Japán Kobe International House              |
| 2013 | Teen Top No. 1 Asia Tour                | május 21.   | Tokió, Japán International Forum Hall A           |
| 2013 | Teen Top No. 1 Asia Tour                | május 22.   | Tokió, Japán International Forum Hall A           |
| 2014 | TEEN TOP 2014 World Tour - HIGH KICK    | február 22. | Szöul, Dél-Korea Olympic Hall                     |
| 2014 | TEEN TOP 2014 World Tour - HIGH KICK    | február 23. | Szöul, Dél-Korea Olympic Hall                     |
| 2014 | TEEN TOP 2014 World Tour - HIGH KICK    | február 5.  | Nagoja, Japán                                     |
| 2014 | TEEN TOP 2014 World Tour - HIGH KICK    | február 8.  | Jokohama, Japán                                   |
| 2014 | TEEN TOP 2014 World Tour - HIGH KICK    | február 9.  | Jokohama, Japán                                   |
| 2014 | TEEN TOP 2014 World Tour - HIGH KICK    | február 13. | Oszaka, Japán                                     |
| 2014 | TEEN TOP 2014 World Tour - HIGH KICK    | február 18. | Fukuoka, Japán                                    |
| 2014 | TEEN TOP 2014 World Tour - HIGH KICK    | március 23. | New York, USA Best Buy Theater                    |
| 2014 | TEEN TOP 2014 World Tour - HIGH KICK    | március 25. | Los Angeles, USA L.A. Live                        |
| 2014 | TEEN TOP 2014 World Tour - HIGH KICK    | március 28. | San Jose, USA San Jose Civic Auditorium           |
| 2014 | TEEN TOP 2014 World Tour - HIGH KICK    | március 30. | Toronto, Kanada The Guvernment                    |
| 2014 | TEEN TOP 2014 World Tour - HIGH KICK    | április 10. | Moszkva, Oroszország Izvestiya Hall               |
| 2014 | TEEN TOP 2014 World Tour - HIGH KICK    | április 12. | Budapest, Magyarország Petőfi Csarnok             |
| 2014 | TEEN TOP 2014 World Tour - HIGH KICK    | április 13. | Párizs, Franciaország Le Trianon                  |
| 2014 | TEEN TOP 2014 World Tour - HIGH KICK    | június ??   | Hongkong                                          |
| 2014 | TEEN TOP 2014 World Tour - HIGH KICK    | június ??   | Tajpej, Tajvan                                    |
| 2014 | TEEN TOP 2014 World Tour - HIGH KICK    | június ??   | Sanghaj, Kína                                     |
| 2014 | TEEN TOP 2014 World Tour - HIGH KICK    | július ??   | Dél-Amerika                                       |

## Fordítás
- Ez a szócikk részben vagy egészben  a   Teen Top című angol Wikipédia-szócikk fordításán alapul.  Az eredeti cikk szerkesztőit annak laptörténete sorolja fel. Ez a jelzés csupán a megfogalmazás eredetét és a szerzői jogokat jelzi, nem szolgál a cikkben szereplő információk forrásmegjelöléseként.